# Blang
Los Blang son un grupo étnico propiamente de China que se encuentra reconocido oficialmente dentro de los 56 grupos étnicos del  mismo.

## Idioma
Los blang tienen una gran variedad lingüística y hablan diferentes dialectos. Una parte de la población habla todavía el idioma blang. Se trata de una lengua perteneciente a la familia de lenguas tai-kadai. Algunos blang hablan también el idioma dai así como el chino.
El idioma blang no tiene un sistema de signos propio, por lo que se suele utilizar el chino. También se han desarrollado dos sistemas de escritura diferentes, basados en el alfabeto latino: el to-tham, utilizado por los blang de la zona de Xishuangbanna; y el to-lek, empleado en la zona de Lincang.

## Historia
La etnia blang desciende de la antigua tribu de los pu, que habitaron la zona del valle de río Lancang en tiempos remotos. Durante la dinastía Han se estableció en la provincia de Yunnan el condado de Yizhou, con lo que los pu quedaron bajo control de los han.
Los pu quedaron bajo el gobierno de los reinos de Dali y Nanzhao en tiempos de las dinastías Tang y Song. Durante la dinastía Yuan, el pueblo pu empezó a utilizar azadones de hierro en sus explotaciones agrícolas; la producción aumentó y con ello los impuestos que debían abonar al gobierno.
La etnia de los blang nació como consecuencia del contacto y de las relaciones matrimoniales que se establecieron entre los pu y los han.

## Cultura

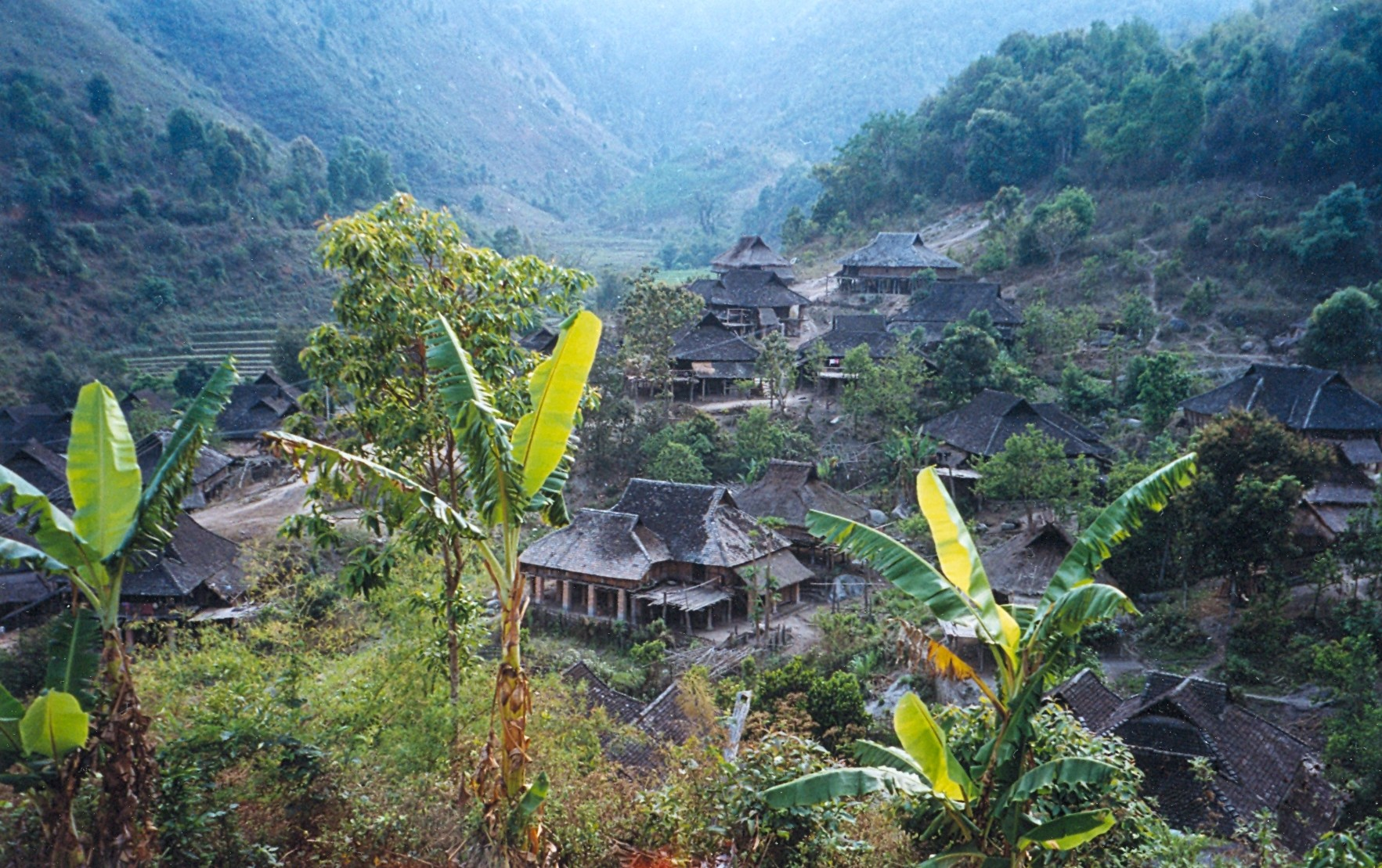
Poblado Blang de Manpo en Yunnan.

Los blang consideran un rasgo de belleza tener los dientes de color negro. Para ello, las mujeres mastican nueces de betel, una planta a la que se le atribuyen propiedades medicinales y que deja los dientes ennegrecidos, que luego suelen escupir en el suelo. 
Las mujeres suelen vestir con chaquetas sin cuello, completadas con faldas de color negro. Recogen su pelo en un moño alto que luego cubren con telas de variados colores.
Los hombres llevan tatuajes en el torso y el estómago. Visten con pantalones anchos en color negro y chaquetas abotonadas al frente. A menudo usan turbantes realizados en tela de color blanco o negro.
Las viviendas de los blang están hechas de bambú y suelen ser de dos pisos. El primero piso está destinado a almacén y establo, mientras que el segundo se destina a vivienda familiar. En el centro de la casa está la chimenea que se utiliza también como cocina.
Los blang viven en pequeños clanes. Cada clan posee sus propias tierras. Cada poblado blang tiene su cementerio, dividido en función de los diferentes clanes que lo habitan. Los muertos son enterrados, con la excepción de aquellos que fallecen por causas no naturales. En este caso son incinerados.

## Religión
Antiguamente, la mayoría de los blang adoraba a múltiples dioses. La adoración a los antepasados formaba parte de su vida cotidiana. Hoy en día, algunos blang siguen practicando estos rituales, así como el chamanismo.
Los blang que habitan en la zona de Xishuangbanna practican el budismo theravada, seguramente influenciados por sus vecinos los dai. Muchos hombres blang pasan por los monasterios para convertirse en monjes, lo que asegura prestigio y reputación para sus familias.
- Datos: Q881533
- Multimedia: Blang people / Q881533